# Враждебност: Във вашия дом
Враждебност: Във вашия дом (на английски: Badd Blood: In Your House) е осемнадесетото pay-per-view събитие от поредицата Във вашия дом, продуцирано от Световната федерация по кеч (WWF). Събитието се провежда на 5 октомври 1997 г. в Сейнт Луис, Мисури.

## Обща информация
Събитието е забележително с това, че е проведен първият мач в Адска клетка между Гробаря и Шон Майкълс, където е и дебюта на сюжетния брат на Гробаря – Кейн, който се намесва в този мач и в крайна сметка Майкълс печели, за да стане претендент номер 1 за Световната титла в тежка категория на WWF срещу шампиона Брет Харт. Шоуто отбелязва и последния път, когато Винс Макмеън е част от коментаторите. След това той започва да тренира за кечист. В следобедните часове на събитието Брайън Пилман, който трябва да се изправи на турнира срещу Дюд Лав, е намерен мъртъв в хотелската си стая. Съобщението е направено пред феновете по време на получасовото шоу преди самият турнир.

## Резултати
| №                                         | Резултати | Правила | Време |
| ----------------------------------------- | --- | --- | ----- |
| 1                                         | Нацията на доминация (Д'Ло Браун, Кама Мустафа и Роки Маивиа) побеждават Легионът на смъртта (Животното и Ястреба)                                 | Хандикап мач | 12:20 |
| 2                                         | Макс Мини и Нова поб. Мозайк и Тарантула | Отборен мач | 06:43 |
| 3                                         | Годуин (Хенри O. Годуин и Финиъс И. Годуин) (с Чичо Клитъс) поб. Хедбенгърс (Мош и Трашър) (ш)                                                     | Отборен мач за Световните отборни титли на WWF                                                                   | 12:17 |
| 4                                         | Оуен Харт поб. Фарук | Индивидуален мач за вакантната Интерконтинентална титла на WWF                                                   | 7:12  |
| 5                                         | Последователите на апокалипсиса (8-Бол, Чейнз, Кръш и Скъл) поб. Лос Бурикос (Хесус Кастийо, Жозе Естрада младши, Мигел Перес младши и Савио Вега) | Осморен отборен мач                                                                                              | 9:11  |
| 6                                         | Брет Харт и Британския Булдог поб. Патриотът и Вейдър                                                                                              | Мач със знамена                                                                                                  | 23:13 |
| 7                                         | Шон Майкълс поб. Гробаря | Мач в Адска клетка за определяне #1 претендент за Световната титла в тежка категория на WWF на Сериите Оцеляване | 29:59 |
| - (ш) – указва шампиона/шампионите в мача | | |       |